# Bycanistes subcylindricus
El cálao carigrís (Bycanistes subcylindricus) es una especie de ave bucerotiforme de la familia Bucerotidae que habita las sabanas y selvas del centro-oeste del África subsahariana.

## Subespecies
Se reconocen dos subespecies:

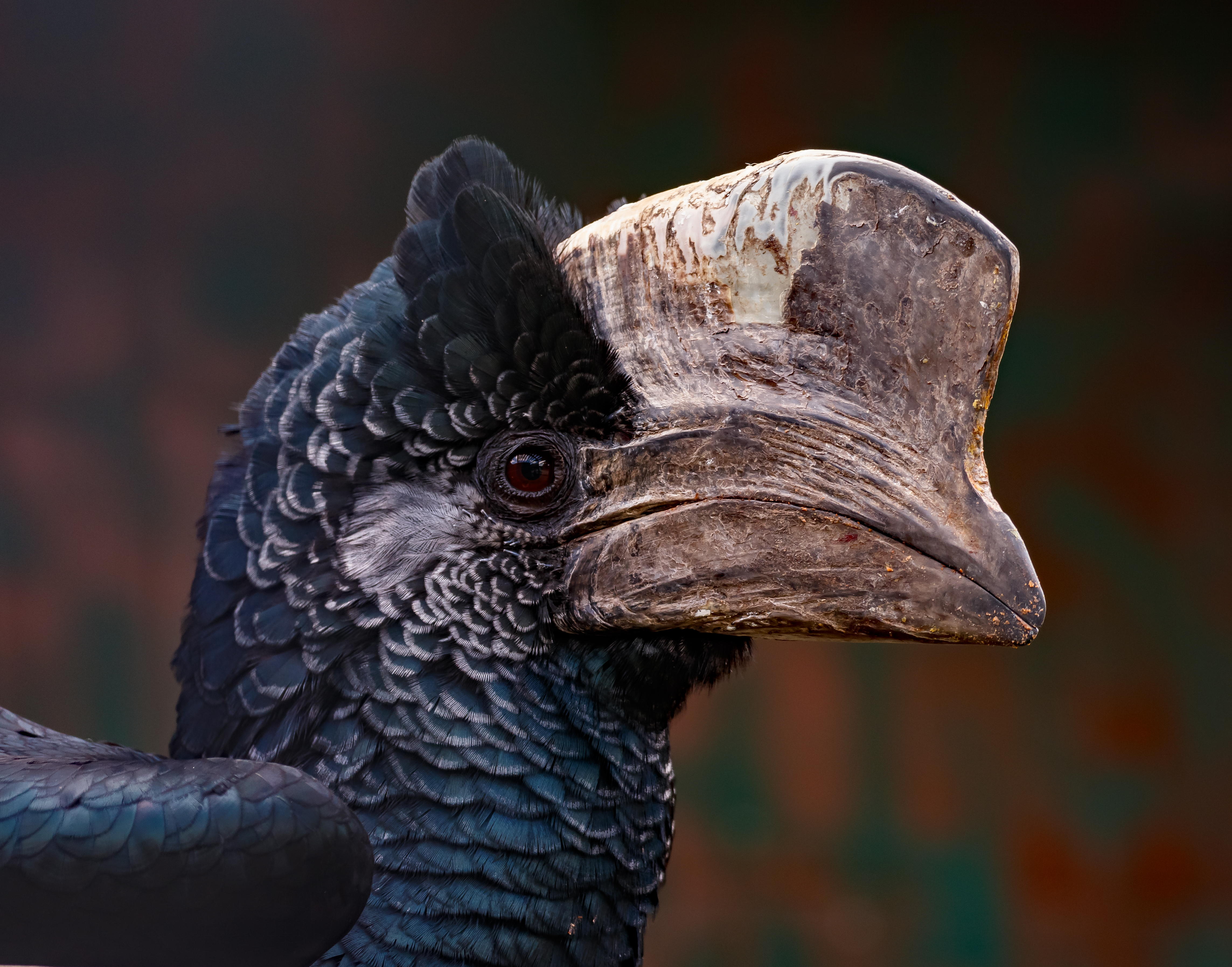

- Bycanistes subcylindricus subcylindricus (Sclater, PL, 1871) - de Costa de Marfil a Nigeria (al oeste del río Níger).
- Bycanistes subcylindricus subquadratus Cabanis & Schutt, 1880 - de Nigeria (al este del río Níger) hasta el oeste de Kenia y hacia el sur por Burundi hasta Angola.